# Moeve
Moeve — испанская нефтехимическая корпорация. Штаб-квартира компании расположена в Мадриде.

## История
В 1927 году испанский диктатор Примо де Ривера национализировал всю нефтегазовую отрасль страны, вплоть до 1980-х годов в этой отрасли доминировал государственный монополист CAMPSA; роль его сводилась к импорту нефтепродуктов, поскольку в Испании на тот момент не было ни нефти, ни нефтеперерабатывающих заводов. 26 сентября 1929 года Франсиско Рекасенс основал Compañía Española de Petróleos S.A. («Испанская нефтяная компания», CEPSA). Она приобрела нефтедобывающие активы в Техасе и Венесуэле, а в ноябре 1930 года открыла НПЗ на острове Тенерифе (Канарские острова имели особый статус в составе Испании, и его открытие формально не нарушало монополию CAMPSA). В 1950 году CEPSA расширила деятельность на производство смазочных материалов, а в 1955 году на НПЗ на Тенерифе было налажено производство ароматических соединений. В 1964 году компания получила разрешение на строительство второго НПЗ в Кадисе; он начал работу в 1969 году. Также в 1964 году был создан филиал в Португалии.
В 1991 году CAMPSA была расформирована, основная часть её активов досталась Repsol, CEPSA досталось от них около 25 % (часть сети АЗС). В мае 1988 года Abu Dhabi Investment Corporation (Инвестиционная корпорация Абу-Даби) приобрела 10-процентную долю в CEPSA, в ноябре того же года французская Elf Aquitaine приобрела 20 % акций. В 1992 и 1994 годах было открыто два крупных месторождения нефти в Алжире. В 1994 году была куплена химическая компания ERTISA, а в 1995 году открыт нефтехимический завод в Канаде. В 1999 году была куплена бразильская компания Deten, производитель ингредиентов для моющих средств.

## Деятельность
Компания ведёт поиск новых и разработку уже известных нефтяных месторождений. Так, проведенные компанией CEPSA в начале 90-х годов исследования земельных участков, находящихся в пустыне Сахара (Алжир) подтвердили существование двух крупных месторождений нефти, названных РКФ и Коубба. Начиная с 1992 года, были проведены разработки этих нефтяных месторождений: бурение 17 скважин, установка и налаживание оборудования по добычи нефти, строительство 120 км автомагистрали и нефтепровода. В 1997 году добыча нефти с месторождений РКФ достигла 20 000 баррелей в день, Коубба — 230 000. На сегодняшний день общий объём запасов нефти составляет РКФ — 240 млн баррелей, Коубба — 1 млрд баррелей. Кроме Алжира добыча ведётся в Перу, Мексике, Суринаме, ОАЭ и Колумбии. Собственная добыча в 2021 году составляла 73,9 тыс. баррелей в сутки, доказанные запасы углеводородов на конец года— 253 млн баррелей н.э.
Нефтепереработка CEPSA представлена двумя крупными НПЗ, Gibraltar San Roque (Кадис, 12,4 млн тонн в год) и La Rábida (Уэльва, 11,1 млн тонн в год); в сумме 472 тыс. баррелей в сутки, треть от нефтепереработки в Испании.
У компании CEPSA три канала сбыта продукции: сеть из 1750 собственных АЗС в Испании, Португалии, Андорре, Мексике, Марокко и Гибралтаре, прямые продажи и международная сеть агентов и дистрибьюторов. Объём продаж — 16,2 млн тонн в год.
CEPSA является пионером на испанском рынке по производству авиационного топлива и топлива для морских судов. Практически все аэропорты, находящиеся на Канарских островах, а также крупнейшие морские порты в Лас-Пальмас, Санта-Круз-де-Тенерифе, Algeciras, Cueta, Gibraltar являются постоянными клиентами CEPSA.
Производство асфальта и других дорожных покрытий — ещё одно из профильных направлений компании. 9 заводов CEPSA занимаются выпуском этой продукции.
Нефтехимической продукцией CEPSA начала заниматься в 1955 году с открытия на заводе в Tenerife первой линии по выпуску ацетона, фенола, бутилкаучука и т. д. Впоследствии, освоив новые технологии, наладилось производство полипропиленовых плёнок и другой пластиковой продукции. Развитие данного направления позволило охватить такую сферу деятельности как выпуск бытовой химии. Компания является крупнейшим в мире производителем LAB (линейного алкилбензола) и вторая в мире по фенилацетону. Химические заводу компании находятся в Испании, Канаде, Бразилии, Нигерии, Китае, Германии и Индонезии.
CEPSA занимается производством и сбытом сжиженного газа: бутана и пропана. Большая часть реализации данной продукции происходит через компанию ELF Gas, основными владельцами акций которой является CEPSA.
Другие направления деятельности включают импорт природного газа, производство электроэнергии на газовых тепловых электростанциях и возобновляемая энергетика.

### Смазочные материалы CEPSA
Компания CEPSA, являясь нефтедобытчиком, придерживается политики сохранения окружающей среды. У компании 12 станций, контролирующих экологичность производства.
CEPSA является первым испанским производителем смазочных материалов с 1950 года. CEPSA предлагает премиальные высококачественные автомобильные, индустриальные и судовые масла, смазки и охлаждающие жидкости собственного производства. CEPSA является владельцем таких торговых марок как CEPSA, ERTOIL, а также производит продукцию для сторонних компаний (Chevron, ExxonMobil, BP, MAN, Toyota, Bardhal, GUASCOR и т. д.), одновременно являясь их дистрибьютором на рынке Испании и Португалии.
CEPSA является производителем базовых масел и парафинов, а также производит высококачественные масла, смазки и охлаждающие жидкости, используя новейшие пакеты присадок и качественное сырье (базовое масло с очень высоким индексом вязкости (VHVI), PAO) на своих собственных заводах на территории Испании.
- Минеральная группа масел производится из группы I и II базовых масел.
- Полусинтетические масла являются смесью минеральных и синтетических баз.
- Синтетические масла — это результат комплексных преобразований; первоначальная основа подвергается разнообразным физиохимическим изменениям для получения высококачественного продукта (Группа III, IV и V).

На международном рынке смазочные материалы CEPSA представлены легкомоторными линейками масел XTAR, GENUINE, AVANT, а также маслами для коммерческого транспорта, индустриальными (гидравлические, компрессорные, редукторные, циркуляционные масла, теплоносители и масла для газовых двигателей и т/д) и судовыми маслами, смазками и охлаждающими жидкостями).
По версии рейтинга Fortune Global 500, основным критерием составления которого служит выручка компании, CEPSA в 2010 году входила в число 500 крупнейших мировых компаний, занимая в нём 324-е место.